# Más rica que ayer
«Más rica que ayer» es una canción del cantante puertorriqueño Anuel AA y los productores puertorriqueños Mambo Kingz y DJ Luian. Fue lanzado el 2 de marzo de 2023 a través de Real Hasta la Muerte y Hear This Music.

## Antecedentes y composición
Anuel AA anunció la colaboración subiendo una historia del rodaje del video musical de la canción. Esta es la primera colaboración entre Anuel, Mambo Kingz y DJ Luian después del tema «Tú no amas».
En la letra, Anuel AA mencionó a la cantante colombiana Shakira y al futbolista español Gerard Piqué.
Posteriormente Anuel AA confirmó en una publicación de Instagram que «Más rica que ayer» es una de las tantas canciones dedicadas a su exnovia, la cantante colombiana, Karol G, a quien también atacó indirectamente diciendo que «se globalizan cuando hacen canciones sobre mí», haciendo referencia a la canción y sencillo de Karol G, «TQG» con Shakira, que fue reportado como un diss track a Anuel AA.

## Video musical
El video musical fue producido por TruViews y Anuel AA. Muestra a una pareja amándose y peleando, y también muestra a los artistas bailando. Al final del video apareció Maluma junto a Anuel AA, Mambo Kingz y DJ Luian.

## Actuación en vivo
Anuel AA interpretó «Más rica que ayer» en la 8a. Entrega Anual de los Premios Anuales de la Música Latinoamericana el 20 de abril de 2023 en el MGM Grand Arena.

## Posicionamiento en listas
| Lista (2023)                                       | Mejor posición |
| -------------------------------------------------- | -------------- |
| Argentina (Argentina Hot 100)                      | 75             |
| América Central (Monitor Latino)                   | 18             |
| Chile (Billboard)                                  | 10             |
| Chile Airplay (Los 40)                             | 10             |
| Colombia (Billboard)                               | 23             |
| Colombia (Promúsica)                               | 15             |
| Costa Rica Urbano (Monitor Latino)                 | 12             |
| República Dominicana (Monitor Latino)              | 6              |
| Ecuador (Billboard)                                | 17             |
| Honduras (Monitor Latino)                          | 4              |
| Nicaragua (Monitor Latino)                         | 2              |
| Global 200 (Billboard)                             | 93             |
| Perú (Billboard)                                   | 18             |
| Perú (Monitor Latino)                              | 17             |
| Puerto Rico (Monitor Latino)                       | 4              |
| España (PROMUSICAE)                                | 22             |
| España (Billboard)                                 | 20             |
| EE. UU. Bubbling Under Hot 100 Singles (Billboard) | 5              |
| Latin Airplay (Billboard)                          | 25             |
| EE. UU. Latin Rhythm Airplay (Billboard)           | 11             |
| EE. UU. Hot Latin Songs (Billboard)                | 16             |
| EE. UU. Latin Digital Song Sales (Billboard)       | 4              |

## Certificaciones
| Región              | Certificación | Unidades/ventas certificadas |
| ------------------- | ------------- | ---------------------------- |
| España (PROMUSICAE) | Oro           | 30,000                       |